# 古斯爾斯足球會
古斯爾斯足球會是一間位於芬蘭拉赫蒂的足球會。
球會於1934年成立，當時名稱為Lahden Pallo-Miehet。它一直使用這個名稱直到1963年，當時名稱改為Upon Pallo，並與來自拉赫蒂的家電公司UPO建立聯繫。六年後（1969年），名稱再次改為Lahti-69，隨後很快被改為Kuusysi（'六九'）。當這個名稱被正式採用為俱樂部名稱時又出現另一個綽號Kyykkä。
球會贏得五次男子芬蘭冠軍，四次在頂級聯賽仍稱為芬蘭冠軍系列賽（Mestaruussarja）時，還有一次在芬蘭超級足球聯賽期間。它還兩次贏得芬蘭杯。古斯爾斯在歐洲比賽中的最佳成績是1985年至1986年歐洲冠軍盃的四分之一決賽。在1996年賽季後，男子隊與拉赫蒂雷帕斯（Reipas Lahti）合併，成為現在的拉赫蒂足球俱乐部。

## 榮譽
- 芬蘭足球冠軍

 冠軍 (5)： 1982, 1984, 1986, 1989, 1991
- 芬蘭杯

 冠軍 (2)： 1983, 1987

## 外部連結
- 官方网站